# Глушик, Екатерина Фёдоровна
 Екатерина Фёдоровна Глушик  (род. 1962, Ижевск) — писатель, публицист.

## Биография
Родилась в Ижевске, закончила филологический факультет Удмуртского государственного университета. Работала проводником поездов дальнего следования, учителем русского языка и литературы в школах родного города и в Группе советских войск в Германии, референтом, переводчиком, журналистом. Живёт в Москве.
Большое влияние на творчество Глушик оказали Александр Проханов и Юрий Поляков. Первая книга рассказов «Простые разговоры», вышла под псевдонимом – Екатерина Симина, и была посвящена матери. Читательским успехом пользовались книги интервью «Беседы о Сталине» и «Что сделать?». Выступая под псевдонимом «Анна Серафимова», Глушик выпустила книгу сатирических эссе «Жили-были».
Помимо прозы Глушик пишет литературную критику. Она написала о творчестве Александра Проханова, Владимира Бушина, Юрия Бондарева, Сергея Капицы, Юрия Болдырева, Лидии Сычевой и др.
Глушик – сотрудник газеты «Завтра», она автор «Литературной газеты», «Литературной России», «Московского литератора», журналов «Молоко», «Полдень», «Наследник», «Московский вестник», «Российский колокол», «Луч», «Проза», «Странник» и др. Как публицист выступает во многих СМИ -  журналах ВВП, «РФ сегодня», газетах «Правда», «Союзное вече», на сайтах «Хронос», «Славянство», «Русская линия» и др.
 Она также является редактором книг «Непобежденный» (о Слободане Милошевиче) и др. Рассказы Глушик вошли в антологии «Наше время», «Московский год», «Эта гиблая жизнь» и др.

## Сочинения
- «Простые разговоры». Рассказы. Издательство «Палея-Мишин», Москва. 2003.
- «Своим чередом». Рассказы. Москва. 2006.
- «Беседы о Сталине». (В соавторстве с Артемом Сергеевым). Москва, «Крымский мост-9Д». 2006.
- «Что сделать? Беседы о русском развитии». Москва, Форум, 2009. – 256 с.: ил.
- «Белорусские мотивы». Москва, «У Никитских ворот», 2010.
- «Жили-были». Москва, «У Никитских ворот», 2010.
- «Про чтение». Москва, «У Никитских ворот», 2010.
- "Как жил, работал и воспитывал детей И. В. Сталин. Свидетельства очевидца".(В соавторстве с Артемом Сергеевым. Москва, Крымский мост-9Д, НТЦ "Форум", 2011.

## Достижения
- Дипломант Международного конкурса имени А.Н.Толстого.
- Лауреат премии «Лучшая книга года» за 2006 год[2].
- Лауреат премии «Эврика».

## Рецензии
- Наталья Алексютина. Книга надежды. Архивная копия от 29 мая 2014 на Wayback Machine
- Александр Проханов. Своим чередом. Архивная копия от 29 мая 2014 на Wayback Machine
- Лидия Сычева. О «Большой книге», левом искусстве и народном признании Архивная копия от 29 мая 2014 на Wayback Machine